# Сатья-юґа
Сатьйа юга, (санскр. सत्या युग, satyā yuga IAST), синоніми: Крітаюга (санскр. कृत युग, kṛta yuga IAST - епоха чистоти), Деваюга (доба богів) - Буквально - «доба Істини». Золота доба, істини і чистоти. Перша з чотирьох юґ.

## Тривалість
- Сатья (Золота доба): 4000 + 400 сутінки + 400  світанок  = 4800 років (4 юги)
- Трета (Срібна доба): 3000  + 300 + 300 років  = 3600 років (3 юги)
- Двапара (Бронзова доба): 2000 + 200 + 200 років  = 2400 років (2 юги)
- Калі Юга (Залізна доба): 1000  + 100 + 100 років  = 1200 років
- Чатурюга 12000 років (варіант - без сутінків 10 000 р. або 10 юг)

## Ознаки Сатьяюги

### В езотериці
Сатьяюга «... має знову зблизити світи, насильно роз'єднані» (С-78). «... Вимагає спілкування з Вищими світами» (МО2-166). «Нові Промені зроблять неможливим існування на Землі ієрархії темних і свідомих служителів темряви» (Г13-93). «Має бути остання сплата ... Сатьяюга не має розради для боржників ... за порогом Нового Світу ... залишаться свідомі служителі темряви. Але кожен увійде, в кому є хоч іскорка Світла »(Г12-2). «... Віддалилося людство від розуміння і визнання Основ. Звідси всі біди і невпорядковані життя. Роз'єднання досягло крайніх меж. Війна скрізь і у всьому, і навіть всередині сім'ї. Калі Юґа кінчається ... влади темних приходить кінець ... Мирне, кооперативне, невороже співіснування утвердиться на планеті ... співробітництво всіх і у всьому ... мир на Землі і щастя народам »(Г11-823). 
«... Якості духу ... Позитивні можуть рости безмежно, негативні - до межі можливості своїх виявлень ... У С.  ... носіям темряви ... доведеться з планети піти або трансмутувати свої негативні енергії ... Але еволюція залишається, дозволяючи розвиватися всьому, що від Світла. Затихне і злоба і ворожнеча. Просторові струми згармонізіруются ... І світлі духи виступлять на арені історії, не зустрічаючи ярої протидії пітьми »(Г7-118). «Нові енергії вже ... викликають до діяльності доти перебували в напівсонному стані центри, пробуджуючи все хороше і погане, що криється у свідомості людей ... в той час як все світле, добре і творче, що піднялося в людині, служить йому на благо і твердження, все темне і зле, насичене силами руйнування, наводить апарат людський у стан важки, до хвороб, загибелі ... процес саморуйнування ... Шаленство темряви - явище дуже характерне перед ... кінцем ... Калі Юги та затвердження [м] С. Юги ... » . 
«... Зараз ми переживаємо перехідний стан. Сатьяюга повинна початися з твердженням шостої раси, окремі групи якої вже з'являються на Землі, але справжнє наступ С. Юги на нашій планеті може відбутися лише з очищенням планети від непотрібного матеріалу і з появою нових материків »(П-31.5.35). «Де початок С. Юги, це залежить від людства ... Сатья судилася, але місце та умови її можуть бути різні» (І-118).

### В шастрах
Серед чотирьох епох, Сатья-юга є першою і найбільш значущою. Знання, медитації та покаяння мають особливе значення в цю епоху. Усі стовпи релігії присутні в сукупності. Середня тривалість життя людини  понад 4000 років. Під час Сатья-юги, всі люди чинять тільки хороше, піднесені вчинки. Ашрами  позбавлені зла і обману. Натьям (: такі як бхаратанатьям), класичного танцю, відповідно Натья Шастра, не існувало в Сатья-югу ", тому що це був час, коли всі люди були щасливі."
... Як описано в Махабхараті, індуїському епосі:
"не було ні бідних, ні багатих, не потрібно трудитися, бо всі, що людські потреби, отримують силою волі. Головне достоїнство - відмова від всіх мирських бажань. Нема хвороб,  ніякої ненависті або марнославства, або злих думок, ні печалі, ні страху. Могло б все людство досягти вищого блаженства."
Тривалість юги 17,280,000 років. Бог втілений у чотирьох формах тобто Матсья, Курма, Вараха, Нарасімха  в цю епоху. Знання, медитації та покаяння проведе особливе значення в цю епоху. Середня висота людей більше, ніж вона є сьогодні. Всі чотири стовпи релігії тобто правда, покаяння, Яг'я (релігійні жертвопринесення) та благодійність були присутні в сукупності. За Ману Дхарма Шастрою, Сатья - юга встановлюються Калкі знову після Калі- юги. Середня тривалість життя людини в Сатья - югу близько 4000 років. За "Прашна марга" - в Крита, Трета, Двапара й Калі-Югу відповідно 1000, 500, 250, 125 р.
За цей час зірки / сузір'я набирають сприятливий і сяючою. У результаті він нараховується в благополуччі всіх живих істот і поліпшити здоров'я. Саме в цей сприятливий час буде втілення Вішну Калкі, який народиться в сім'ї брахмана. Це втілення  буде сильним, розумним і мужнім. Він повинен захистити всіх благодійників. Він повинен бути мати всю зброю, обладунки та армії, то він повинен бути коронованим царем. Він повинен бути доброзичливим і сяючим брахманом.
Бхагван Калкі в Сатья - югу винищить всіх бандитів і розбійників. Він здійснить Ашвамедха Яг'ю і пожертвуває на це весь світ брахманів. Його успіх і справи будуть божественні і піднесені. Він встановить сприятливі ідеали і принципи запропоновані Господом Брахмою, а потім він піде до лісу, для заняття духовною практикою.
Після цього всі прийдешні покоління повинні слідувати ідеалам встановленим Бхагваном Калкі і повинні брати участь у релігійній діяльності.
Зявляться гарні сади, дхармашали (для відпочинку) і величні храми. Будуть виконані багато величезних Ягій. Брахмани, мудреці, аскети на природі будуть практикувати.
Вайшї ( торговці) цієї епохи повинні брати участь у торгівлі та бізнесі цілком справедливо і чесно. Брахмани повинна постійно займатися релігійними служіннями, дослідженнями, навчанням, благодійністю, кшатрії ( воїни)  схильні до  доблесті і могутності. Шудри  щиро служать брахманам, кшатріям і вайшям. Ця форма релігії залишається в колишньому вигляді в Сатья - югу.
Буде створено загальна Санатана Дхарма (вічна релігія). Всі боги, демони, гандхарви, якші відмовляться від своєї ненависті і відмінності. Рік, Сама і Яджур Веди не були окремими і розмежованими. Ця епоха позбавлена сільськогосподарської діяльності або, скоріше, будь-якої діяльності. Простим спогляданням можна було б породити бажані результати. Релігія зробила відмову від корисливих інтересів.  Особистість  не страждає від недоліків, як его, печаль, насильницькі думки ( агресії), ревнощі, ненависть, наклеп, страх, гнів і млявість.
У той час, колір Вищої Космічної душі, яка розташована в самому серці всіх і кожного і Спаситель всі мудреці - білий.
Люди практикують аскези і покаяння, щоб досягти Бога. Всі були б схильні до вищого знання, і всі дії, виконувані б в намірі досягнення небесного блаженства.
Таким чином, всі ці божественні люди будуть  з піднесеною вірою і благочестям. Хоча, люди були поділені на основі методу Варнашрама, вони всі обєднаються у вірі в Веди і Санатана Дхарму. Люди будуть позбавлені егоїзму, вони  легко досягнуть піднесеного  єднання з Богом, що є характерною рисою Сатья юги. Доблесні, могутні, розумні й обдаровані люди з усіма хорошими якостями  народяться в цю епоху. Великі і божественні мудреці прийдуть в цю епоху.

## Питання датування початку Сатьяюги
Брахмавайварта-Пурана  описує діалог між Господом Крішною і богинею Гангу. Передбачено в Брахма вайварта Пурані 4.129. Четверта частина Брахма вайварта називається Крішна-Джанма-Ханда. Глава 129 називається Голокароханам (Golokarohanam), оскільки вона описує, як Крішна повертається в Свою обитель. Загальний діалог між Господом Нараяною і Нарадою Муні. Цей особливий діалог відбувається між Крішною і матір'ю Гангою. Вірші 50-60 є відповіддю Крішни. 50. Бхагаван сказав: "Залишайся на Землі протягом п'яти тисяч років Калі-юги. Грішники будуть віддавати свої гріхи, в тобі купаючись.."59. "Протягом 10 000 років Калі такі мої віддані будуть присутні на Землі. Після відходу моїх відданих буде тільки одна варна [недоторканні]. 60. Позбавлена моїх відданих, Земля буде скута Калі."
"Коли Місяць, Сонце і Брхаспаті (Юпітер) зберуться разом у  Карката (Рак (знак зодіаку)), і всі три одночасно увійдуть до місячного дому Пушйа --- в цей самий момент почнеться епоха Сатья або Крита".
Вільне ПЗ із джйотіш дає наступні результати- 
- Date: Gregorian August 1, 1943. *Time:          4:30:00, Time Zone:     0:00:00 (East of GMT)
- Place:         0 E 00' 00", 51 N 28' 00" Greenwich, United Kingdom

Важливі події періоду - перелом у 2 світовій війні, атака з усіх сторін на Німеччину та її сателітів - наступ радянських військ під Орлом, виїзд у прифронтову зону головнокомандувача ЗС СРСР, операція "Припливна хвиля" - бомбардування ВВС США нафтопереробних заводів у Плоєшті, операція "Гоморра" - спалення Гамбурга фугасними бомбами. В Ок-Риджі, штат Теннесі, починає роботу завод збагачення урану, початок ядерної ери. Також період 1942-1943 рр. є початком комп'ютерної ери - створення комп'ютерів АВС, Z3, Колос, ENIAC, Марк I. В духовній культурі - поява видання "Назад до Бога" (Back To Godhead).
Інші можливі дати - з'єднання 7 планет і місяч.вузла в знаку Козерога 5/02/1962, Місяць, Сонце і Брхаспаті (Юпітер) у знаку Рака 27/07/2014 (4-23 utc) або 20/03/2015 (соняч. затемнення о 10 год і рівнодення 22-45 UTC) чи 20/09/2019 о 04:15:55Z *20 вересень 0005Т04:15, п'ятниця д.5, тиждень 38, день 263*8:05*०•॰.,*сутінки*.
Акшая Навамі спостерігається на Шукла Навамі (9 день світлої половини) під час місяця картік аманта за два дні до Dev Uthani Екадаші. Вважається, що Сатья-юга починається в день Акшая Навамі (у 2014 р. - 1 листопада), також відомий як Сатья югаді і це дуже важливо для всіх видів діяльності Даан-пунйа. Як випливає з назви акшая, нагорода за будь-які благодійні справи або віддане служіння в цей день ніколи не зменшиться і піде на користь людині не тільки в цьому житті, але і в наступні втілення.
День Акшая Навамі є настільки значним, як і день акшая трітія, або Трета югаді, або день, коли почалася Трета-юга.
Парікрами з Матхура-Вріндаван в акшая навамі є досить значним. Тисячі відданих обходять місто Матхура-Вріндаван, щоб заробити найсильнішу пунйа, і яка ніколи не зменшується.
День Акшая Навамі також відомий як Амла Навамі. Традиційно Амла дерево шанується в цей день. У Західній Бенгалії, в той же день спостерігається як Джагадатрі Пуджа для поклоніння богині Сатта.